# Seznam biskupů v Tournai
- 540: Hlg. Eleutherius
- 545: Sv. Medard
- mezi 549 a 552: Agrecius

## Spojení s biskupstvím v Noyonu (626 - 1146)
- ca. 626–ca. 638: Sv. Acarius
- 641–660: Sv. Eligius
- ca. 661–ca. 686: Mummolinus
- Gondoinus
- ca. 700: Antgarius
- ca. 715: Chrasmar
- ca. 721: Garoul
- ca. 723: Framenger
- ca. 730: Hunuan
- ca. 740: Gui et Eunuce
- ca. 748: Elisée
- ca. 756/765: Adelfred
- ?: Dido
- 769–ca. 782: Giselbert
- ca. 798/799: Pleon
- ca. 815: Wendelmarus
- ca. 830/838: Ronegarius
- ca. 830/838: Fichard
- 840–860: Immon
- 860–879: Rainelme
- 880–902: Heidilon
- 909: Rambert
- 915–932: Airard
- 936– †936: Walbert
- 937–950: Transmar
- 950–954: Rudolf
- 954–955: Fulcher
- 955–977: Hadulphe
- 977–988: Ludolf de Vermandois
- 989–997: Radbod I.
- 1000–1030: Hardouin
- 1030–1044: Hugo
- 1044–1068: Balduin
- 1068–1098: Radbod II.
- 1098–1113: Baudry
- 1114–1123: Lambert de Zonnebeke
- 1123–1146: Simon de Vermandois

## Biskupové v Tournai
- 1146–1149: Anselm
- 1149–1166: Gerard
- 1166–1171: Walter
- 1173–1190: Éverard d'Avesnes
- 1192–1203: Étienne de Tournai
- 1203–1218: Gossuin
- 1219–1251: Gauthier de Marvis
- 1252–1261: Walter de Croix
- 1261–1266: Jean I. Buchiau
- 1267–1274: Jean d'Enghien
- 1275–1282: Philippe Mus de Gand
- 1283–1291: Michael de Warenghien
- 1292–1300: Jean Vassogne
- 1301–1324: Gui de Boulogne
- 1324–1326: Elie de Ventadour
- 1326–1333: Guillaume de Ventadour
- 1333: Thibaud de Sancerre
- 1334–1342: kardinál Andrea Ghilini
- 1342–1349: Jean IV. des Prés
- 1349–1350: Pierre de La Forest
- 1351–1377: Philippe d'Arbois
- 1379–1388: Pierre d'Auxy
  - 1380–1384: Jean de West
- 1388–1410: Louis de La Trémoille
- 1410–1433: Jean de Thoisy
- 1433–1437: Jean d'Harcourt
- 1437–1460: Jean Chevrot
- 1460–1473: Guillaume Fillâtre
- 1474–1483: kardinál Ferry de Clugny
- 1483–1505: Tournaiské schisma
- 1505–1513: Charles de Hautbois
- 1514–1518: Thomas Wolsey
- 1519–1524: Louis Guillard
- 1524–1564: Charles de Croÿ
- 1564–1574: Gilbert d'Oignies
- 1574–1580: Pierre Pintaflour
- 1580–1586: Maximilien Morillon
- 1586–1592: Jean Vendeville
- 1592–1614: Michel D’Esne
- 1614–1644: Jacob Maximilien Villain de Gand
- 1644–1660: François Villain de Gand
- 1660–1689: Gilbert de Choiseul du Plessis-Praslin
- 1689–1705: François de Caillebot de La Salle
- 1705–1707: Louis-Marcel de Coëtlogon
- 1707–1713: René François de Beauvau du Rivau
- 1713–1731: Jean-Ernest de Löwenstein-Wertheim
- 1731–1770: František Arnošt ze Salm-Reifferscheidu
- 1770–1776 sedisvakance
- 1776–1793: Vilém Florentin Salm-Salm (následně arcibiskupem pražským)
- 1793–1802 sedisvakance
- 1802–1819: François-Joseph Hirn
- 1819–1829 sedisvakance
- 1829–1834: Jean-Joseph Delplancq
- 1834–1877: Gaspar-Joseph Labis
- 1877–1881: Edmond Dumont
- 1881–1897: Isidore-Joseph Du Rousseaux
- 1897–1915: Charles-Gustave Walravens
- 1915–1924: Amédée-Marie-Léon Crooÿ
- 1924–1939: Gaston-Antoine Rasneur
- 1940–1945: Louis Delmotte
- 1945–1948: Étienne Carton de Wiart
- 1948–1977: Charles-Marie Himmer
- 1977–2002: Jean Huard
- 2003–dnes: Guy Harpigny